# Nordmarianerne
Nordmarianerne er et område i Stillehavet øst for Filippinerne som tilhører USA. Nordmarianerne består af alle øerne i øgruppen Marianerne, bortset fra den sydligste ø, Guam. Området er teknisk set en uafhængig stat i statsforbund med USA.
- Geografisk placering: 15,12 N, 145,45 E
- Areal: 477 km² fordelt på 14 øer. De største er Saipan (122 km²), Tinian (101 km²), Rota (85 km²).
- Befolkning: 78.252 (2004)
- Sprog: engelsk, chamorro, carolinsk
- Hovedstad: Saipan beliggende på øen Saipan
- Internetdomæne: .mp

## Historie
Øerne har været beboede i årtusinder, men blev "opdaget" af Ferdinand Magellan i 1521 under den første jordomsejling, hvorefter de blev spanske kolonier indtil 1899 hvor de blev overdraget til Tyskland. I 1. verdenskrig overgik øerne til Japan som beholdt dem indtil de blev erobret af USA under hårde kampe i 1944 under 2. verdenskrig. I 1977 blev de formelt en selvstændig stat i forbund med USA.
| Geografi/geologi | Spire Denne artikel om geografi er en spire som bør udbygges. Du er velkommen til at hjælpe Wikipedia ved at udvide den. |

16°42′18″N 145°46′48″Ø / 16.705°N 145.78°Ø